# Awaria (technika)

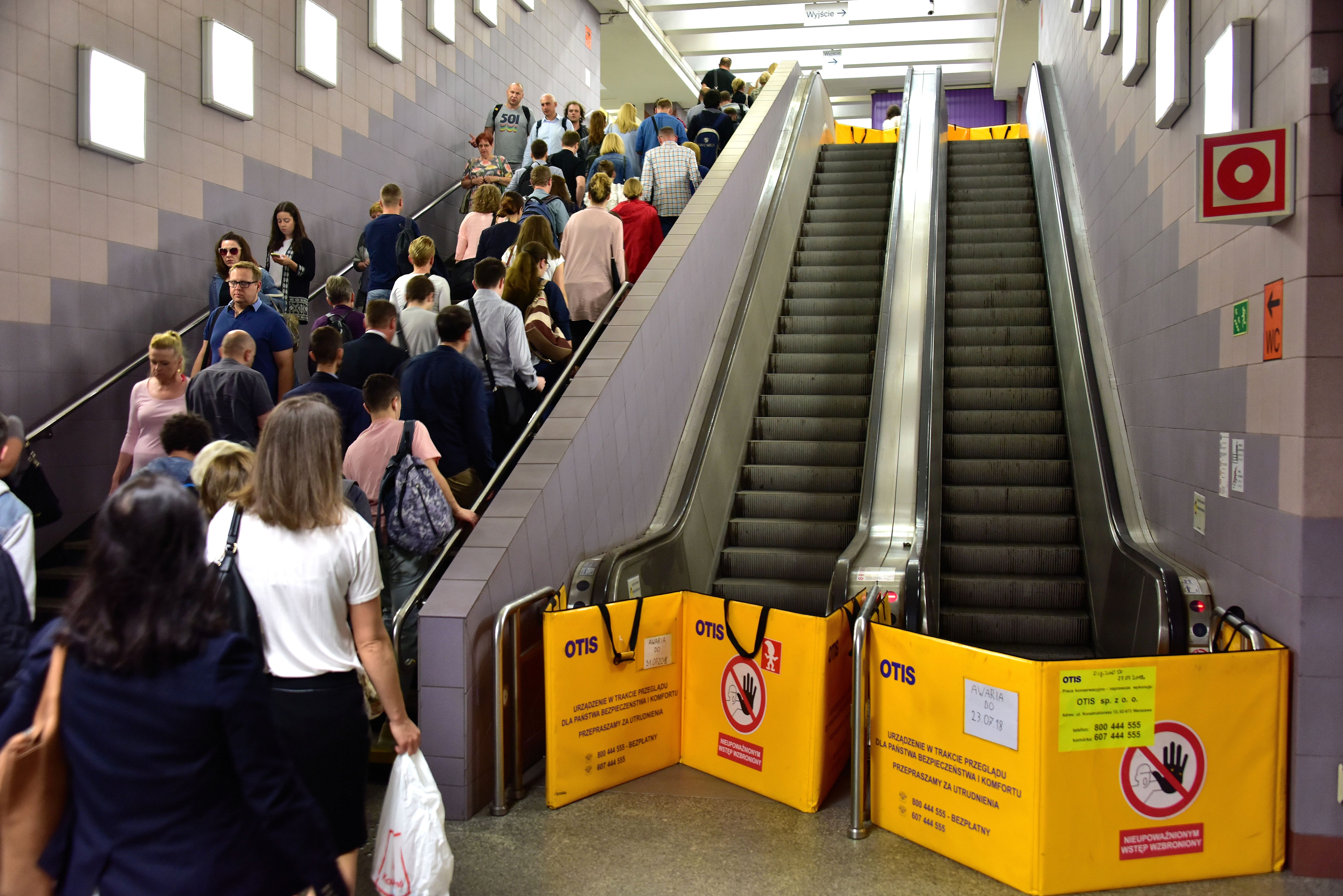
Awaria schodów ruchomych na stacji metra Politechnika w Warszawie

Awaria − stan niesprawności obiektu uniemożliwiający jego funkcjonowanie, występujący nagle i powodujący jego niewłaściwe działanie lub całkowite unieruchomienie. Stwierdzenie tego stanu na ogół nie wymaga użycia aparatury badawczej. Moment wystąpienia awarii nie jest możliwy do określenia z góry, przeważnie nie sposób przewidzieć również jej zasięgu. Niekiedy można jednak stwierdzić oznaki zapowiadające awarię.
Najczęstsze przyczyny awarii to: 
- błąd projektowy;
- wada produkcyjna − wykonania, montażu;
- wada materiału;
- niewłaściwa eksploatacja;
- zużycie, zestarzenie;
- wyjątkowe warunki otoczenia.

Podatność na awarie to awaryjność.